# 48 (tal)
 Denne artikel omhandler tallet 48. Opslagsordet har også en anden betydning, se 48 (flertydig).
48 er et lige heltal og det naturlige tal, som kommer efter 47 og efterfølges af 49.

## Matematik
48 er
- et excessivt tal
- et Harshad-tal

## Andet
Desuden er 48:
- atomnummeret på grundstoffet cadmium.
- international telefonkode for Polen.